# Randall Thompson
Randall Thompson (* 21. April 1899 in New York City; † 9. Juli 1984 in Boston) war ein US-amerikanischer Komponist und Musikpädagoge, der vor allem für seine Chorwerke bekannt wurde.

## Leben und Werk
Thompson studierte ab 1916 an der Harvard University u. a. bei Ernest Bloch und Archibald Thompson Davison. Ein Damrosch-Stipendium erlaubte ihm ab 1922 ein Studium am American Conservatory in Rom. Nach seiner Rückkehr in die USA ließ er sich zunächst in Greenwich Village nieder und komponierte Songs und Musik zu Revuen wie The Straw Hat und Grand Street Follies.
1927 wurde er Professor für Musik, Organist und Chorleiter am Wellesley College. Später unterrichtete er an der Harvard University, leitete verschiedene Madrigalchöre und den New Yorker Juilliard Choir und wurde Professor an der Berkeley University, der University of Virginia und der Princeton University. Zwei Jahre lang leitete er das Curtis Institute of Music in Philadelphia, wo Samuel Barber und Leonard Bernstein zu seinen Schülern zählten. Seine Studie College Music (1935) bewirkte eine grundlegende Reform der universitären Musikausbildung in den USA.
Thompson komponierte drei Sinfonien, zwei Opern, weitere sinfonische Werke und Kammermusik. Populär wurden jedoch vor allem seine Chorwerke.

## Mitgliedschaften
1938 wurde Thompson in die American Academy of Arts and Letters und 1943 in die American Academy of Arts and Sciences gewählt.

## Werke
- Pierrot and Cothurnus für Orchester, 1923
- The Piper at the Gates of Dawn für Orchester, 1924
- The Grand Street Follies, Revue nach Arthur Morgan, 1926
- Jazz Poem for piano and orchestra, 1928
- Streichquartett, 1941
- Solomon and Balkis, Oper nach Rudyard Kipling: The Butterfly that Stamped, 1941–42
- The Nativity According to St Luke (Bibel), musikalisches Drama, 1960–61
- Streichquartett, 1967
- The Italian Straw Hat Schauspielmusik zu Eugène Marin Labiches Stück
- The Testament of Freedom, Kantate
- Odes of Horace für Chor a cappella
- Rosemary für Frauenchor
- Americana für gemischten Chor und Klavier
- The Wind in the Willows für Streichquartett
- Sonata für Klavier
- Suite für Klavier